# Брегалья (долина)
46°19′57″ пн. ш. 9°30′50″ сх. д. / 46.3324° пн. ш. 9.514° сх. д.

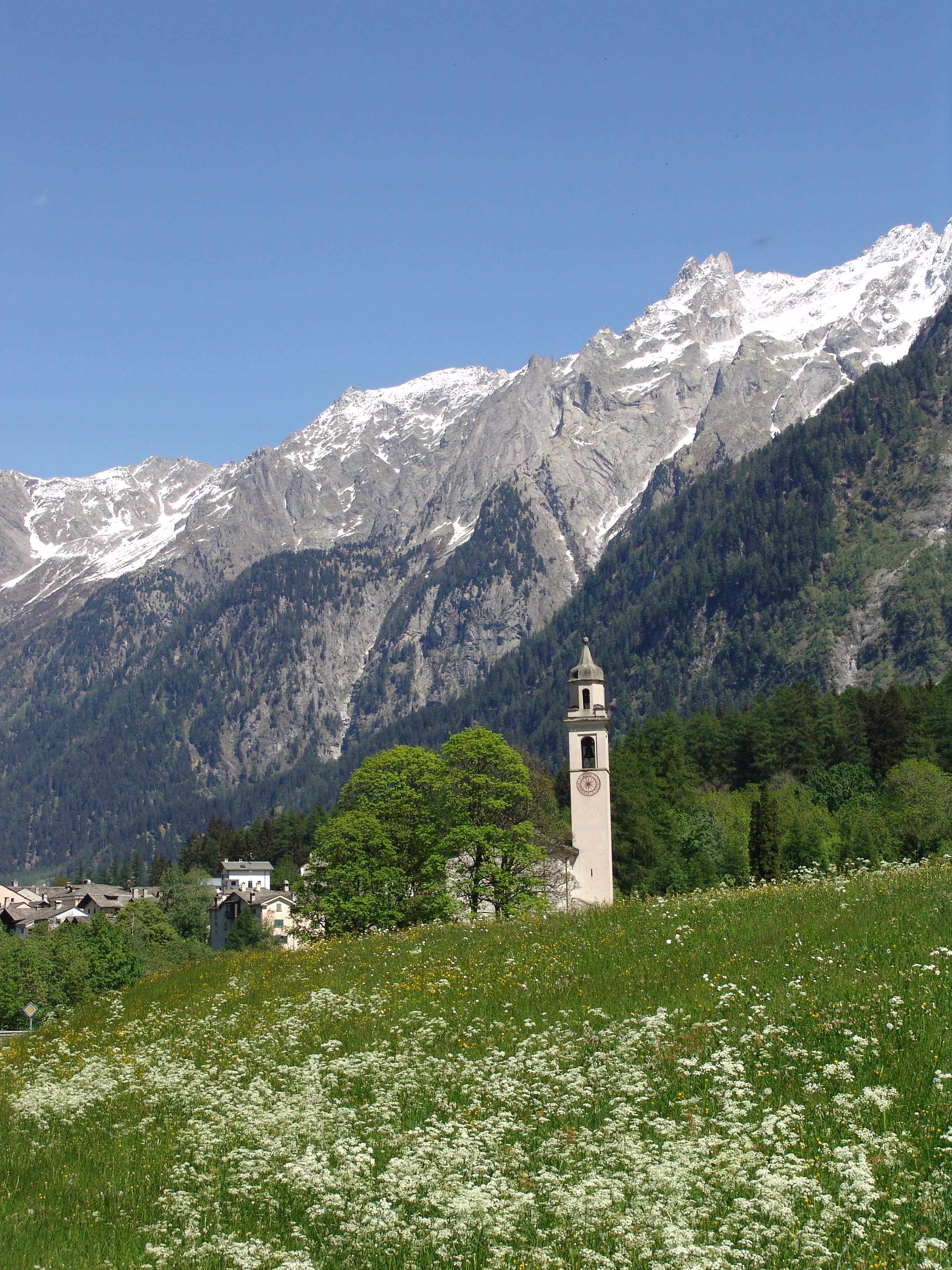
Перевал Малоя в Брегальській долині

Брегалья (ломбард. Val Bargaja, нім. das Bergell, ретороман. Val Bregaglia) — це альпійська долина у Швейцарії та Італії, через яку протікає річка Мера (ломбард. Maira).
Більша частина долини знаходиться у швейцарському окрузі Малоя в кантоні Граубюнден, нижня частина в межах італійської провінції Сондріо. Долина включає швейцарські колишні муніципалітети Вікосопрано, Стампа, Бондо, Сольйо та Кастазенья (нині об'єднані в муніципалітет Брегалья); та італійські муніципалітети Вілла-ді-К'явенна, П'юро та К'явенна.
Швейцарська частина долини населена нащадками італійських протестантів, які прибули до Швейцарії в середині XVI століття, щоб уникнути переслідувань з боку інквізиції, і сьогодні близько 75 % населення є протестантами. Місцева говірка — це різновид ломбардійської мови, схожий на сусідні діалекти ретороманської мови.

## Відновлювальні джерела енергії
Електрична компанія міста Цюрих (нім. Elektrizitätswerk der Stadt Zürich, скорочено EWZ) експлуатує три гідроелектростанції в долині Вікосопрано, Бондо та Кастазенья. Гідроелектростанція у Вікосопрано була сформована шляхом дамбування річки Альбінья, утворюючи озеро Альбінья. Розташоване приблизно на 1000 м над містом і назад, до цього місця можна дістатися по Альбіньській залізниці (нім. Albigna Bahn), повітряній трамвайній дорозі, оператором якої є EWZ. Урочище долини площею 108 км² було визначене BirdLife International як важливий район для птахів.

## Географія
Долина починається біля перевалу Малоя (1815 м), який з’єднує її з Енгадіном (долиною річки Інн, яка є частиною басейну Дунаю). Там річка Орленья протікає на захід і впадає до річки Мера біля К'явенни, після чого майже одразу Мера зливається з Ліро і повертає на південь, до озера Комо. Від Кьявенни до Малої, на відстані 32 км, долина підіймається на 1482 м.
У цій долині беруть початок джерела трьох важливих басейнів: Рейну (через Аверс-Рейн), що впадає до Північного моря, Інну, що впадає до Дунаю (біля Пассау), та річок Мера та Адда, що впадають у По.
Хребет Брегалья — це група гір на південь від долини.

## Назва
Деякі вчені, в тому числі Е. Дюбуа та Джеймс С. Рід, стверджують, що долина бере свою назву від альпійського племені Бергалей, яке населяло її. Ця назва була практично втрачена, за винятком згадки у Tabula clesiana, римській табличці. З іншого боку, документи XVIII століття виводять сучасну ломбардську назву Bregaglia із середньолатинської Pregallia («до-Галлія, передня Галлія»). Латинська назва Pregallia використовувалася для назви долини принаймні з XIII століття.